# Mister Terrific (personaggio)
Mister Terrific è il nome di due diversi supereroi nell'Universo DC. Entrambi sono stati membri della Justice Society of America.

## Biografia dei personaggi

### Terry Sloane
Il Mr. Terrific della Golden Age fu Terry Sloane, un miliardario di successo la cui memoria fotografica, le abilità atletiche a livello olimpico, e l'alta maestria nelle arti marziali fecero di lui un uomo universale. Dopo aver conseguito la laurea al college all'età di 13 anni, divenne un capo d'affari di fama nella sua comunità. Avendo raggiunto tutti i suoi obiettivi, sentì che non c'erano più sfide da seguire per lui, trascinandolo verso tendenze suicide. Tuttavia, dopo aver visto una giovane donna gettarsi da un ponte, Sloane reagì con velocità e riuscì a salvarla. Gli disse di chiamarsi Wanda Wilson. Sloane assistette suo fratello, che fu arruolato in una gang, adottando l'identità di Mr. Terrific. Questo gli diede idea di cosa gli mancasse: un senso di realizzazione. Creò quindi il "Fair Play Club" per minimizzare la sempre più crescente delinquenza minorile.
Anni dopo, Sloane uscì dal pensionamento per riunirsi con la Justice Society of America nel loro incontro annuale con la Justice League of America. Durante la giornata insieme, fu ucciso dal suo vecchio nemico, Spirit King, che possedette il corpo di Jay Garrick per infiltrarsi nel Satellite della Justice League.

### Michael Holt
Nel 1997, il mantello di Mr. Terrific fu passato a Michael Holt, un uomo egualmente talentuoso che aveva cinque cinture nere e che aveva vinto il Decathlon Olimpico. Mentre contemplava il suicidio dopo l'accidentale scomparsa della moglie e del figlio non ancora nato, incontrò lo Spettro, che gli disse di Terry Sloane. Ispirato dalla vita di Terry Sloane, prese il nome di Mr. Terrific e si unì alla versione corrente della JSA, facendo da presidente. Michael è l'inventore delle Sfere-T, un dispositivo miniaturizzato di intelligenza artificiale che controlla con la sua maschera e i paraorecchie. Le Sfere-T possono volare, creare immagini olografiche, proiettare raggi laser, rilasciare scariche elettriche, entrare nei computer e nei satelliti GPS, e possono parare le spalle di Holt contro l'individuazione di eventuali oggetti non biologici. È il terzo uomo più intelligente della Terra.
Holt sta servendo come Re Bianco nella nuova ricostituita Checkmate.

## Altre versioni
- In Kingdom Come, Alex Ross illustrò Mr. Terrific con armi spropositate, paraspalle e altri equipaggiamenti militari. Portava ancora il logo "Fair Play", ma aveva da tempo perso di vista il vero significato del termine.
- Nella miniserie JSA All-Star, nel capitolo che si concentra su Mr. Terrific, Ned, il fratello di Terry, compare ad un ballo in maschera vestito con un costume inverso a quello dell'eroe, facendosi chiamare Dottor Nil, al fine di irritare Terry.
- In Villains United n. 5, un nuovo criminale che si fece chiamare Mister Terrible comparve come parte dell'armata criminale di Deathstroke, indossando una variazione del costume di Mr Terrific.
- Un'altra versione fu descritta in JSA: The Liberty Flies e nel sequel JSA: The Unholy Three. Qui, Sloane è descritto come un agente dell'intelligence trasferito dal suo lavoro alla scrivania, durante la Seconda guerra mondiale, fino alla morte inaspettata della sua fidanzata da parte di questa versione della storia dello Spaventapasseri. Lo si vede indossare una variazione del classico costume "Fair Play" e indossa uno spadino.

## Altri media

### Televisione
- Michael Holt fece numerosi cameo nella serie animata Justice League Unlimited. Ebbe un ruolo più importante negli episodi finali della serie, divenendo il coordinatore dei membri della League e responsabile delle assegnazioni delle missioni agli eroi dopo che Martian Manhunter diede le dimissioni. Non è chiaro se Mr. Terrific ottenne i suoi poteri di invisibilità alla tecnologia, dato che il suo volto appare il più delle volte come un'immagine sugli schermi dei computer.
- È possibile che l'immagine di Mr. Terrific in Batman of the Future fu traviata dalla gang di strada nota come i T's, che indossano una tuta bianca e una "T" rossa dipinta sul volto nello stesso modo di Mr. Terrific. I T's sono in qualche modo nemici dei Jokerz.
- Nella serie televisiva Arrow compare un personaggio di nome Curtis Holt, interpretato da Echo Kellum, che assume l'identità di Mister Terrific nella quinta stagione.

### Cinema
Michael Holt / Mister Terrific è presente nel film del DC Universe (DCU) Superman (2025), interpretato da Edi Gathegi.